# تاشکالماشوو
تاشکالماشوو (انگلیسی: Tashkalmashevo) یک شهرک در شهرستان چکماگوشفسکی استان باشقیرستان کشور روسیه است.